# 小行星12701
小行星12701（12701 Chénier）是一颗绕太阳运转的小行星，为主小行星带小行星。该小行星于1990年4月15日发现。

## 轨道参数
小行星12701的轨道半长轴为2.3335328 UA，离心率为0.169。